# Guarda
Guarda este un oraș în Districtul Guarda, Portugalia.
Zidurile, turnurile, vechiul cartier evreiesc și casele lui Dom João I și ale lui Barbadão, amintesc de zilele glorioase ale acestui oraș. Catedrala (Sé), de tip gotic la origini, înfătișează privirii o imensă poarta și geamuri în stil manuelin și renascentist. De asemenea, merită vizitate bisericile Senhora dos Remédios (secolul al XVI-lea), Igreja da Misericórdia (secolul al XVII-lea) și São Vicente (secolul al XVIII-lea), precum și Muzeul Regional.